# Микеле Антонио I (Салуцо)
Микеле Антонио I (на италиански: Michele Antonio di Saluzzo; Michele Antonio Ludovico del Vasto; Michelantonio di Saluzzo, * 26 март 1495 в Салуцо, † 18 септември 1528 в Аверса) от фамилията дел Васто, клон на род Алерамичи, е капитан и маркграф на Салуцо от 1504 до 1528 г. и управител на Миланското херцогство от 1524 до 1525 г.
Той е син на маркграф Лудовико II (1438 – 1504) и втората му съпруга Маргарете дьо Фуа-Кандале († 1536), леля на Анна де Фуа, от 1502 г. третата съпруга на унгарския крал Владислав II Ягелонски.
През 1504 г. той последва баща си като маркграф под регентството на майка му (1504 – 1528). Той служи в двора на френския крал Луи XII и Ана Бретанска. В италианските войни той служи на Луи XII и Франсоа I през 1525 г. в битката при Павия. Умира в битката при Аверса и е погребан в базиликата di Santa Maria in Aracoeli в Рим.
Той има извънбрачната дъщеря Анна.